# Samantha Spiro
Samantha Spiro (* 20. Juni 1968 in Mill Hill, London) ist eine britische Schauspielerin.

## Leben und Karriere
Samantha Spiro wurde in der britischen Hauptstadt London geboren, wuchs allerdings in Radlett auf. Sie ist jüdischen Glaubens. Im Alter von 10 Jahren entschied sie sich Schauspielerin zu werden, nachdem sie eine Produktion des Stücks Androcles and the Lion im Londoner Regent’s Park sah. In der Folge trat sie dem National Youth Theatre bei, bevor sie die Webber Douglas Academy of Dramatic Art besuchte.
Nach dem Abschluss trat sie zunächst in Inszenierungen von Shakespeares Ein Sommernachtstraum und Macbeth auf. Hinzu kommt das Stück Wie es euch gefällt an der Seite von Penelope Keith. 2013 spielte Spiro am Globe Theatre neben Billy Boyd und Joseph Millson erneut im Macbeth, diesmal allerdings in der weiblichen Hauptrolle.
Seit 1994 ist Spiro auch in Film- und Fernsehproduktionen zu sehen. Zunächst startete sie als Gastdarstellerin u. a. in The Bill, Cold Feet und Coupling – Wer mit wem?. 2003 übernahm sie die wiederkehrende Rolle der DI Vivien Friend in der Fernsehserie M.I.T.: Murder Investigation Team. Von 2010 bis 2012 spielte Spiro in der BBC-Produktion Grandma's House die Rolle der Tante Liz.
Zu ihren Filmauftritten gehören u. a. Bedlem, From Hell und A Running Jump. 2016 übernahm sie in der sechsten Staffel der erfolgreichen Fantasy-Serie Game of Thrones die Rolle der Melessa Tarly, Mutter von Samwell Tarly. Seit 2019 ist sie als Maureen Groff in einer Nebenrolle in der Serie Sex Education zu sehen.
Samantha Spiro ist verheiratet und hat zwei Töchter.

## Auszeichnungen
Sowohl 2001 als auch 2010 wurde Spiro mit einem Olivier Award für ihre Darstellungen in dem Stück Merrily We Roll Along, respektive Hello, Dolly! ausgezeichnet.
2004 gewann sie einen Joseph Jefferson Award für ihre Darstellung in Eine kleine Nachtmusik am Chicago Shakespeare Theater.

## Filmografie (Auswahl)
- 1994: The Bill (Fernsehserie, Episode 10x06)
- 1994: Bedlam
- 1998: Guru in Seven
- 2001: From Hell
- 2001: Cold Feet (Fernsehserie, 3 Episoden)
- 2002: Tomorrow La Scala!
- 2003: M.I.T.: Murder Investigation Team (Fernsehserie, 8 Episoden)
- 2004: Coupling – Wer mit wem? (Coupling, Fernsehserie, Episode 4x06)
- 2007: After You’ve Gone (Fernsehserie, 2 Episoden)
- 2010–2012: Grandma's House (Fernsehserie, 12 Episoden)
- 2012: Little Crackers (Fernsehserie, Episode 3x02)
- 2012–2014: Psychobitches (Fernsehserie, 11 Episoden)
- 2013: Bad Education (Fernsehserie, 3 Episoden)
- 2014: The Wrong Mans – Falsche Zeit, falscher Ort (The Wrong Mans, Fernsehserie, Episode 2x01)
- 2015: London Spy (Fernsehserie, 4 Episoden)
- 2016: Game of Thrones (Fernsehserie, Episode 6x06)
- 2016: Ein ganzes halbes Jahr (Me Before You)
- 2016–2019: Plebs (Fernsehserie, 2 Episoden)
- 2017: Doctor Who (Fernsehserie, Episode 10x12)
- 2017–2018: Tracey Breaks the News (Fernsehserie, 6 Episoden)
- 2018: Oi Leonardo (Miniserie, 3 Episoden)
- 2019–2023: Sex Education (Fernsehserie, 24 Episoden)
- 2020: Call the Midwife – Ruf des Lebens (Call the Widwife, Fernsehserie, Episode 9x05)
- 2021: Inspector Barnaby (Midsomer Murders, Fernsehserie, Episode 22x05)
- 2021: Ragdoll (Fernsehserie, 3 Episoden)
- 2021: Ridley Road (Fernsehserie, 4 Episoden)
- 2022: Not Going Out (Fernsehserie, Episode 12x05)
- 2023: One Life
- 2023: Hoard